# Лейси (Вашингтон)
Лейси (англ. Lacey) — город в округе Терстон в штате Вашингтон в Соединённых Штатах Америки.
По данным переписи 2020 года в США, население города составляло 53,526 человек.

## История
Первоначально поселение называлось Вудленд в честь поселенцев Айзека и Кэтрин Вуд, которые заявили права на землю в этом районе в 1853 году. К 1891 году, когда к Вудленду подошла железная дорога, жители решили, что пришло время подать заявление на открытие почтового отделения. В Почтовой службе США запрос был отклонен, поскольку на реке Колумбия уже был город с таким названием. Тогда для заявки на открытие нового почтового отделения было выбрано нынешнее название, предположительно в честь О. К. Лейси, мирового судьи в Олимпии.
В 1895 году в городе Лейси открылся Университет Святого Мартина.

## География
По данным Бюро переписи населения США, общая площадь города составляет 16,51 квадратных миль (42,76 км2), из которых 16,06 квадратных миль (41,60 км2) приходится на сушу, а 0,45 квадратных миль (1,17 км2) — на водную поверхность.